# Necesario
Necesario (del latín) es el término correlativo a "necesidad". Se entiende por necesidad una carencia o la exigencia de un objeto. La necesidad es muchas veces llamada Ananké (Ἀνάγκη) en los textos de filosofía.
Lo necesario, por tanto, se define en cada caso por la necesidad que satisface. Por ejemplo: para cortar la carne es necesario un cuchillo; para poder vivir en la sociedad actual es necesario el dinero; para poder vivir es necesario el oxígeno.
Especial significado tiene la necesidad de justificar un enunciado como verdadero. Según sea el tipo de verdad que se busca, así será la razón necesaria que justifique y legitime la validez de la verdad del enunciado. 
Esto es esencial para el establecimiento de las verdades científicas y filosóficas.

## Lo necesario como realidad
En filosofía lo necesario sería la justificación lógica como razón absoluta respecto al universo como totalidad de lo real, del ser y del devenir. Lo necesario satisfaría la necesidad de la razón en su búsqueda del fundamento o principio último de lo real.
Lo necesario en filosofía se define como "lo que es, y no puede no ser", o bien "lo que no puede no ser".
Este juego de palabras se hace imprescindible porque lo necesario es; pero no todo lo que es, es necesario.
La diferencia entre lo que es, y lo que necesariamente es, se establece con las siguientes relaciones lógicas: Lo necesario es (del verbo existir), pero puede incluir lo posible como necesariamente condicionado (aunque no exista lo posible); pero implica contradicción con lo contingente y es (del verbo ser) lógicamente contrario a lo imposible.

### El problema del necesario en filosofía
De estas relaciones lógicas surge el problema de si lo necesario es algo ideal-lógico propio del pensamiento, o real, metafísico o físico. Lo que da lugar a considerar diferentes modos de ser.
Aunque los presocráticos abundaron en la idea de que las cosas suceden por necesidad, conforme a ley, es Aristóteles, (Met.,Λ VII, 1072 b sigs.), quien establece el concepto como consecuencia de la aplicación a la Naturaleza del principio de causalidad
Lo necesario, en este caso, es un necesario absoluto, incondicionado, pues tiene en sí mismo la razón de su ser y de su existencia y es incausado. En otras palabras es el Principio Absoluto del Ser.
Pero no es hasta la Edad Moderna cuando este concepto adquiere entidad propia como concepto lógicamente justificado de forma analítica mediante el establecimiento de un Principio de razón suficiente: Si existe algo existe lo necesario cuya primera formulación es del padre Francisco Suárez. No obstante quienes van a desarrollar este concepto son los racionalistas de manera especial Leibniz. Pero ahora la afirmación adquiere un nuevo sentido, como verdad de razón.
Por ello los empiristas y en general todo el pensamiento que rechaza las ideas innatas y la Metafísica hacen de esta cuestión una falsa cuestión de conocimiento.

### Dos modos de concebir lo necesario
Dos formas posibles de concebir lo necesario como necesidad metafísica:
- Ser necesario, contradictorio al ser posible y contingente, al que trasciende y otorga existencia como "causa primera", razón necesaria y suficiente del Universo.

Culturalmente suele entenderse como Dios, aunque cada religión y cultura le añade matices y cualidades propias. En este caso lo necesario se entiende como lo absoluto.
- Existencia del ser contingente condicionado a la acción de unas causas que actúan conforme a leyes necesarias cuyo encadenamiento expresan la Razón necesaria y suficiente del Universo. Lo necesario es la Naturaleza en su conjunto, regida por las leyes de la naturaleza que son conocidas como leyes por la Ciencia, concebida ésta como conocimiento necesario.

Es el mundo conocido, cognoscible y desconocido en su conjunto: la realidad, el universo; si bien cada cosa en sí misma es contingente, el conjunto como tal en su acción sucesiva de causas, es necesario. En este caso lo necesario, como conjunto, es un concepto y pierde su condición de absoluto, pero se manifiesta en la Física en la relación de unas causas con otras mediante leyes.
El principio de causalidad justifica como razón suficiente el mundo y la realidad y su conocimiento; la sucesión de causas no implica necesariamente la existencia ni de un primer motor (Aristóteles) ni de un dios creador (religiones monoteístas) ni cualquier otro elemento desconocido. Es la ciencia la que puede ir ampliando el conocimiento del mundo y de la realidad en la medida en que puede conocer las leyes de la naturaleza.

## Lo necesario como concepto
Lo Necesario en cualquier caso surge como necesidad de la razón que pretende explicar todo en función de un principio último.
Cómo se entienda dicha Razón da lugar a diversas interpretaciones del mundo de los posibles y de lo real y de lo existente, incluida la idea misma de existencia. Da lugar a los diversos modos de la existencia y plantea la lógica modal. La diversidad de escuelas y opiniones de autores viene a ser prácticamente la propia Historia de la Filosofía.

### Lo necesario como guía de la investigación científica
En la actualidad la posibilidad de una Metafísica está seriamente cuestionada, siendo conscientes de los límites del conocimiento de la ciencia. Las teorías científicas siempre estarán ligadas a un contexto de referencia determinado.
La necesidad metafísica podría justificarse en un ideal de la ciencia como verdad a posteriori. Así la verdad de que el Agua es (H2O) sería una verdad necesaria en el sentido de que en todo mundo posible, allí donde haya agua ésta es (H2O).
Pero tal afirmación está sometida a las condiciones del conocimiento científico, ideal no plenamente realizable, pues siempre estaría condicionada, por ser a posteriori, a condiciones empíricas dadas y contextos teóricos establecidos, siempre abiertos a nuevos horizontes de experiencia posible.
La cuestión del necesario metafísico, o lo absoluto, se convierte así en un tema propio de las creencias, o bien un postulado de la ciencia con sentido heurístico.

### Lo necesario como necesidad lógica
Lo necesario como razón lógica tiene su referencia en los principios de la razón humana, en cuanto ésta expresa proposiciones, razonamientos o inferencias conforme a un sistema formal.
Si el sistema explicita los axiomas y las reglas que permiten derivar sus teoremas, decimos que este es un sistema formal axiomático.
Decimos que una proposición es una verdad lógica, es decir, necesariamente verdadera, cuando:
1. Dicha proposición es una instancia particular de una ley lógica, una tautología o, lo que viene a ser lo mismo
2. Se puede derivar, según las reglas del sistema, como teorema consecuente de un condicional lógico partiendo de su antecedente.
En ambos casos, y por tanto siempre, las verdades lógicamente verdaderas son necesarias, son proposiciones analíticas, y su tabla de verdad da en todos los casos posibles valor de verdad V.

### Lo necesario como condición de ley
Las regularidades del mundo de la experiencia se formulan mediante leyes que expresan las condiciones según las cuales se perciben dichas regularidades. Su forma de condición de necesidad toma la forma genérica de una proposición condicional: Si …, entonces … como proposición sintética.

#### Lo necesario en las leyes científicas
Expresa las regularidades bajo la condición de la acción de las causas, según el principio de que las mismas causas producen siempre los mismos efectos. Es lo que permite la explicación científica.
Su condición de necesidad tomaría la forma: Si se dan los factores x, y, z...en las circunstancias p, q, r,... (lo que se entiende como causas) entonces se producirán los efectos s, t, u....
La ciencia, como conjunto de verdades de hecho, fácticas, no analíticas, fundamenta esta necesidad en sistemas o marcos teóricos abiertos, teorías y paradigmas, cada vez abarcando mayores ámbitos de experiencia y procurando su expresión ideal en un sistema formal lógico-matemático aun a sabiendas de la imposibilidad de un sistema perfecto, es decir, consistente, decidible y completo, tal como demostró Gödel.

#### Lo necesario en las leyes técnicas
Expresa las regularidades respecto de los medios necesarios para alcanzar determinados fines. Su condición de necesidad toma la forma: “Si quieres alcanzar tales fines debes usar tales medios”, lo que podríamos llamar Principio de utilidad.
La íntima conexión de estas leyes con las leyes científicas hace que en realidad hoy día hablemos de una legalidad “científico-técnica”.

#### Lo necesario en las leyes sociales
Expresa las regularidades de la conducta social en cuanto imposición de las normas sociales de convivencia establecidas por convención; de lo que se deriva una condición de necesidad del tipo: Si perteneces a este grupo social, entonces deberás hacer... 
Especial relevancia tiene en este campo la Ley Jurídica, el Derecho, que añade a lo anterior el ser necesariamente escrita, promulgada en un ámbito espacial y social determinado y con capacidad de imponerse por la fuerza de la coacción de un poder legítimamente constituido como Autoridad, generalmente el Estado.
El otro campo de actuación de esta necesidad social en la manera de obrar son los usos y costumbres, generalmente entendido como tradición.
Finalmente en este apartado entran también las normas sociales que rigen los grupos concretos de individuos, en los que se crean ciertas pautas de comportamiento que, con o sin declaración de obligatoriedad, pueden llegar a ser tan exigentes como las leyes del Estado. Así son, por ejemplo, las normas de pertenencia a un determinado club, una banda, una pandilla, o a la mafia.

## Lo necesario como necesidad moral
Lo necesario como necesidad moral surge del hecho de la existencia de la conciencia moral. Se constata en el hecho de sentir la necesidad obligatoria de actuar de determinada manera; como imposición a una conciencia de libertad tener que realizar una acción u omisión dirigida hacia la realización de un Bien considerado en sí mismo como incondicionado, es decir que no depende de las circunstancias, el Bien moral.
Su forma de necesidad se expresa en el deber y en la obligación. Su expresión es imperativa, Tienes necesariamente que hacer...

## Lo necesario en sentido no filosófico
Hace referencia al sentido de utilidad mencionado más arriba, pero dirigido al mantenimiento de la vida ordinaria, lo que vulgarmente solemos expresar en el plural, las necesidades, englobando Todo lo necesario para vivir, acomodado por otro lado a las situaciones sociales, ambientales y personales.
La antropología clasifica las necesidades en necesidades básicas o primarias y secundarias.